# Hans Jörg Schelling
Hans Jörg Schelling, né Johann Georg Schelling le 27 décembre 1953 à Hohenems, est un homme d'État autrichien, membre du Parti populaire autrichien (ÖVP).
Il est ministre fédéral des Finances du 1er septembre 2014 au 18 décembre 2017.

## Biographie

### Engagement politique
Il est élu au conseil municipal de Sankt Pölten en 2001, puis siège au Conseil national entre février 2007 et octobre 2008. Le 1er septembre 2014, Hans Jörg Schelling devient ministre fédéral des Finances dans le cadre d'un remaniement du gouvernement de grande coalition dirigé par le chancelier social-démocrate Werner Faymann. Il est remplacé par Hartwig Löger lors de la formation du gouvernement Kurz I.